# Bolzano (település)
Bolzano (kiejtése [bolˈʦaːno], németül: Bozen [ˈboːʦən],  ladin nyelven Balsan [balˈzan] vagy Bulsan [bulˈzan]) város Észak-Olaszországban. Dél-Tirol székhelye, az ország egyik kulturális, kereskedelmi és ipari központja. 2011. szeptember végén 104 691 lakosa volt.

## Története
A város a római időkben egy kis falu volt.
A középkorban fontos kereskedelmi csomópont, itt találkoztak az ausburgi és a velencei kereskedők. A városban kézműipar működött.

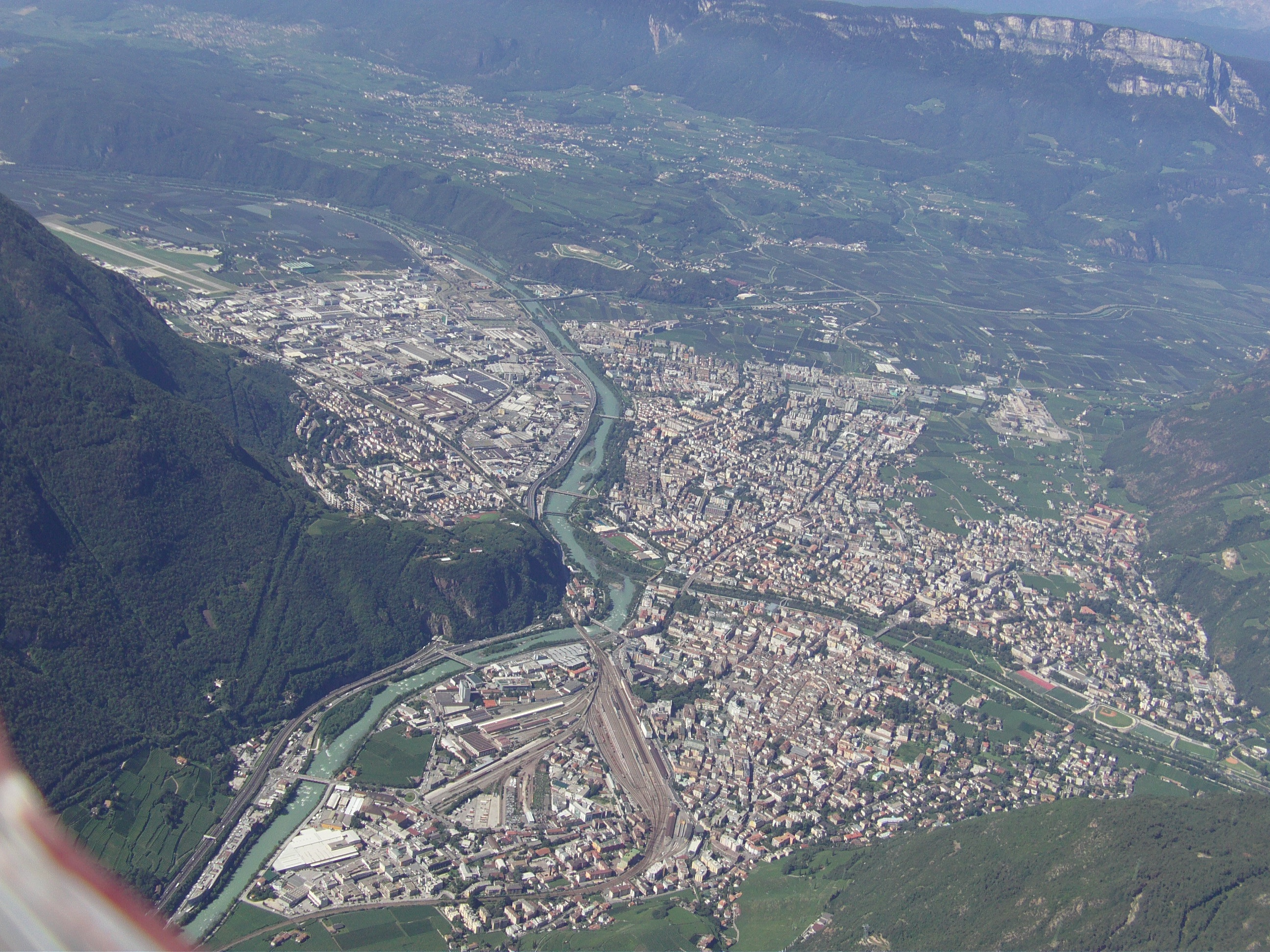
Légi felvétel a városról

1918-ban lett Olaszország része.

## Népesség
| Lakosok száma | 98 100 | 102 869 | 106 441 | 106 783 | 106 951 | 107 317 | 106 107 |
|               | 2005   | 2011    | 2015    | 2016    | 2017    | 2018    | 2023    |

A lakosság nemzetiségi összetétele: 73% olasz, 26,29% német, 0,71% ladino.

## Látnivalók
- Gyümölcs-tér
- Walter-tér
- Dóm
- Ferences templom

## Kultúra

### Tudományos és oktatási intézmények
- Bolzanói Szabadegyetem (olaszul Libera Università di Bolzano/ németül Freie Universität Bozen (FUB)), alapítva 1997-ben, háromnyelvű tanintézmény.
- Európai Akadémia (olaszul l'Accademia Europea di Bolzano (EURAC)), alapítva 1992-ben.

### Múzeumok
- Dél-Tiroli Archeológiai Múzeum, legérdekesebb látnivalója Ötzi.
- Városi múzeum
- Természeti múzeum
- Művészeti múzeum
- Merkantilmúzeum
- Iskolamúzeum
- Messner Mountain múzeum

## Közlekedés
A városon halad keresztül a Brenner-vasútvonal, mely összeköti Ausztriát és Olaszországot. Vasútállomása, Stazione di Bolzano 1859-ben nyílt meg.
Egy kisebb regionális repülőtér is található a városhoz közel, a Bolzanói repülőtér.

## Híres személyek
Bozenben születtek:
- Heinrich von Bozen (ca. 1250)
- Niklaus Vintler (ca. 1345–1413)
- Petrus Tritonius (1465–1525)
- Johannes Nepomuk von Tschiderer (1777–1860)
- Gottfried Hofer (1858–1932)
- Ludwig Thuille (1861–1907)
- Albert von Trentini (1878–1933)
- Max Valier (1895–1930)
- Josef Mayr-Nusser (1910–1945)
- Klaus Dibiasi (1947–)
- Krista Posch (1954–)
- Lilli Gruber (1957–)
- Antonella Bellutti (1968–)
- Tania Cagnotto (1985–)
- Carolina Kostner (1987–)

## Galéria

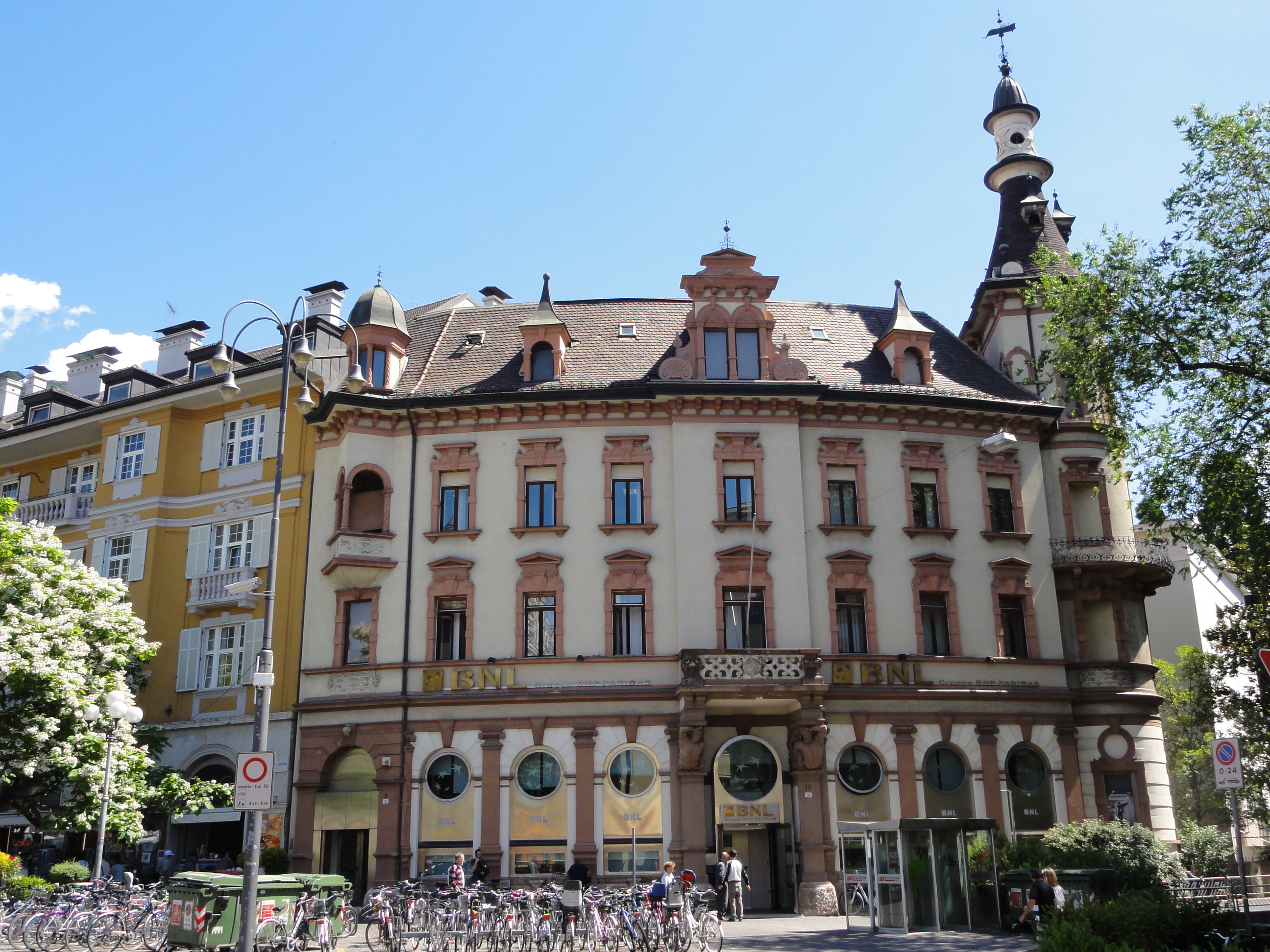
Nazionale del Lavoro Bank
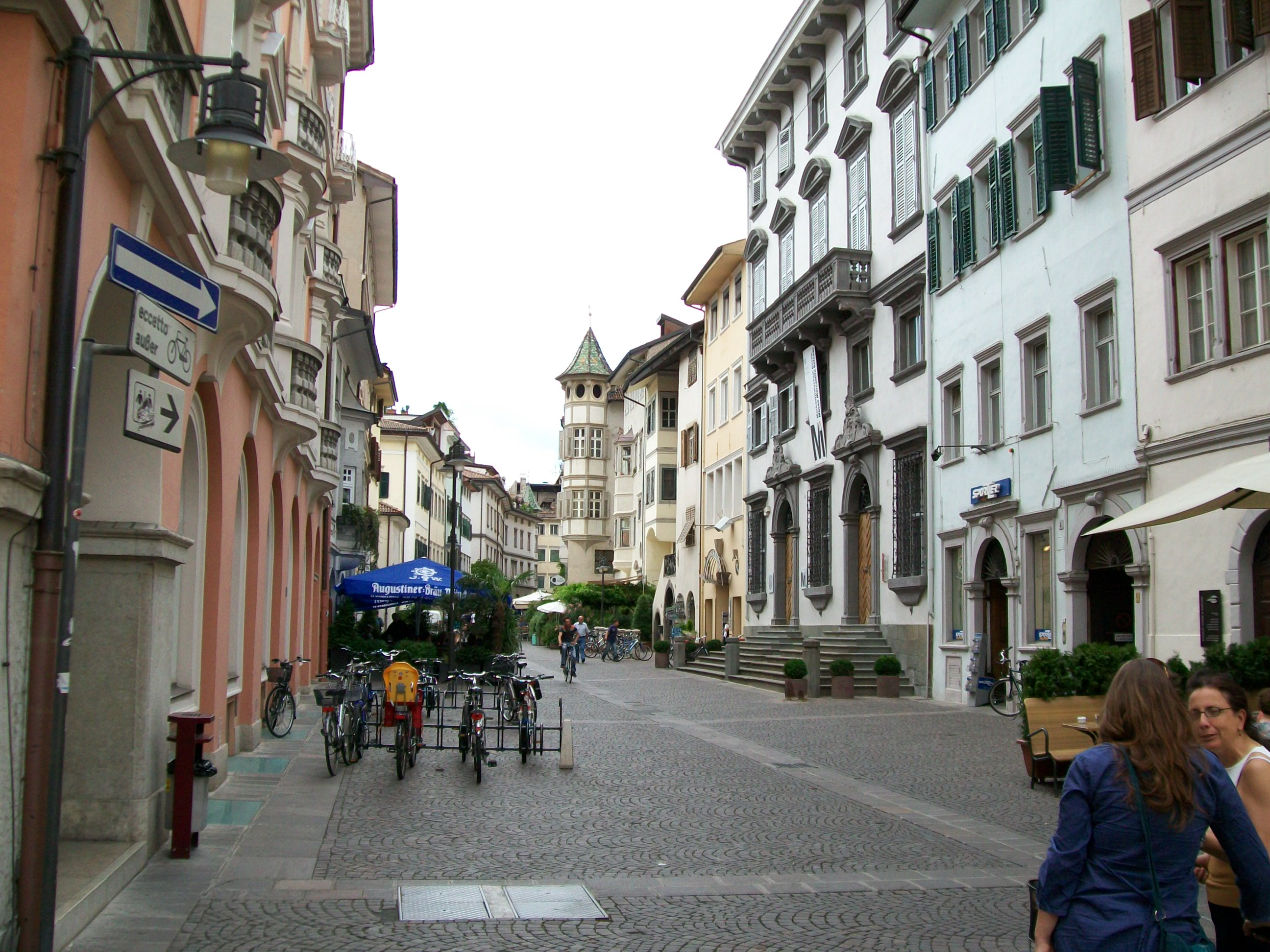
varázslatos város utcájában
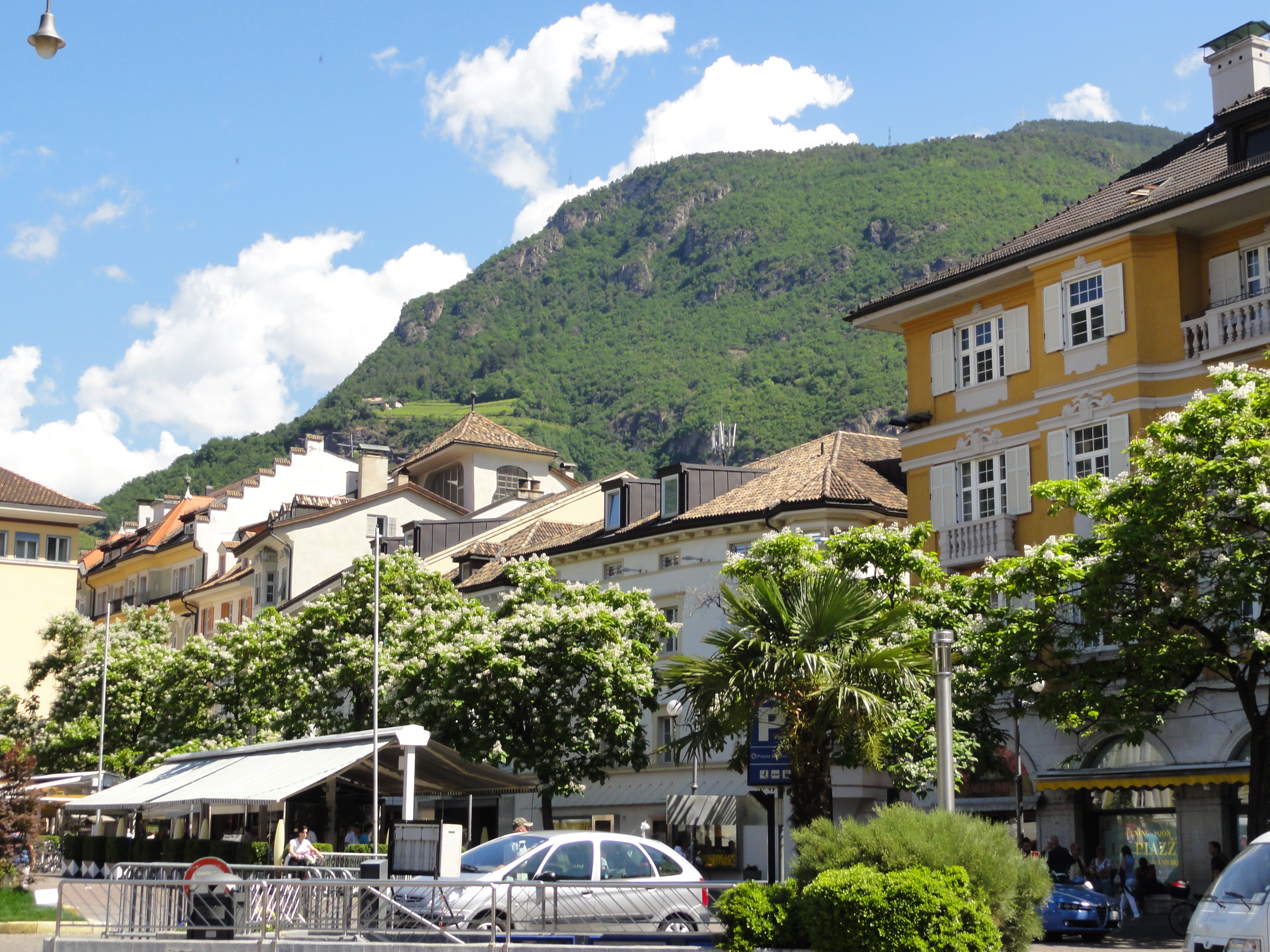
Waltherplatz
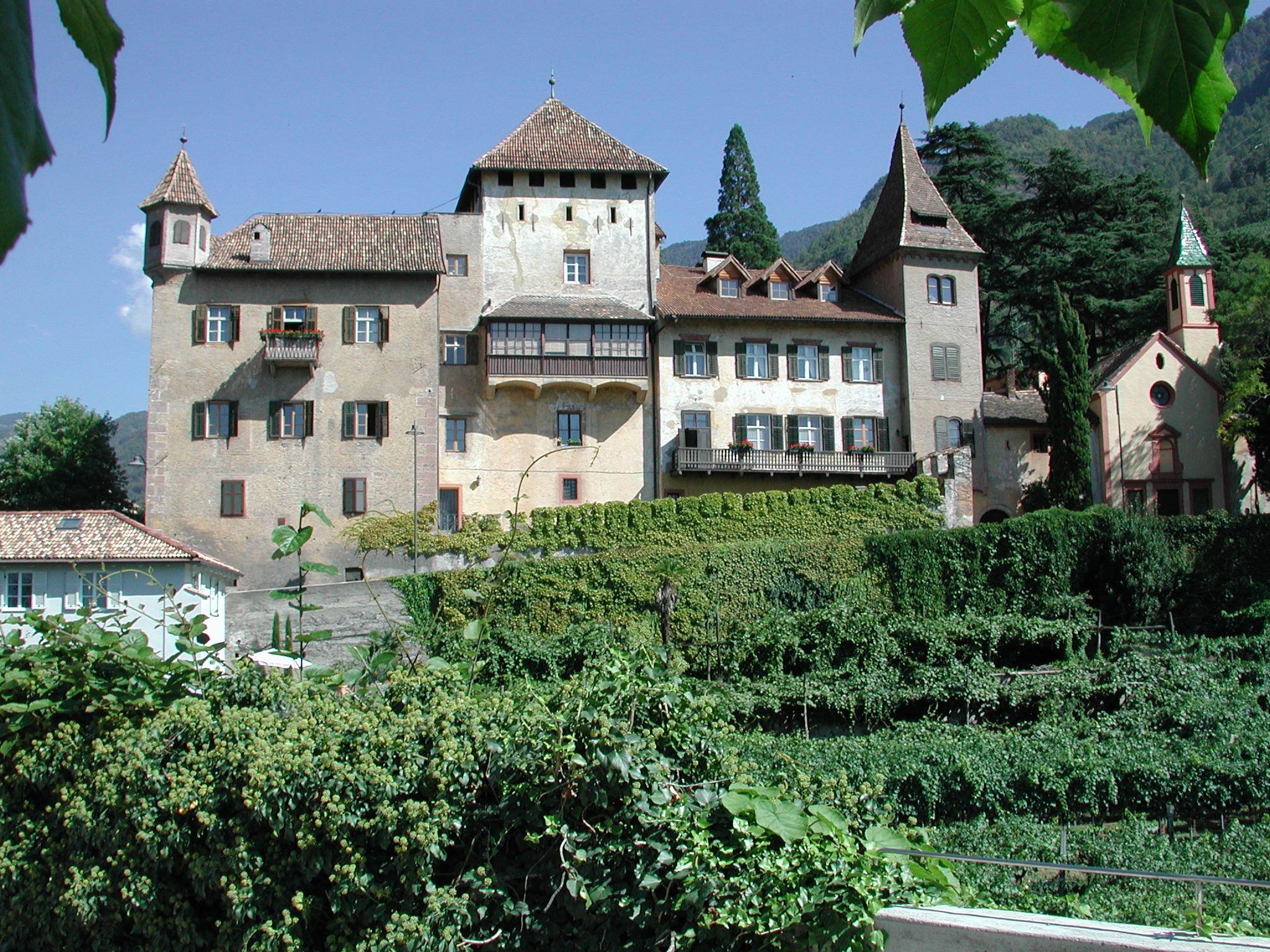
Klebenstein kastély
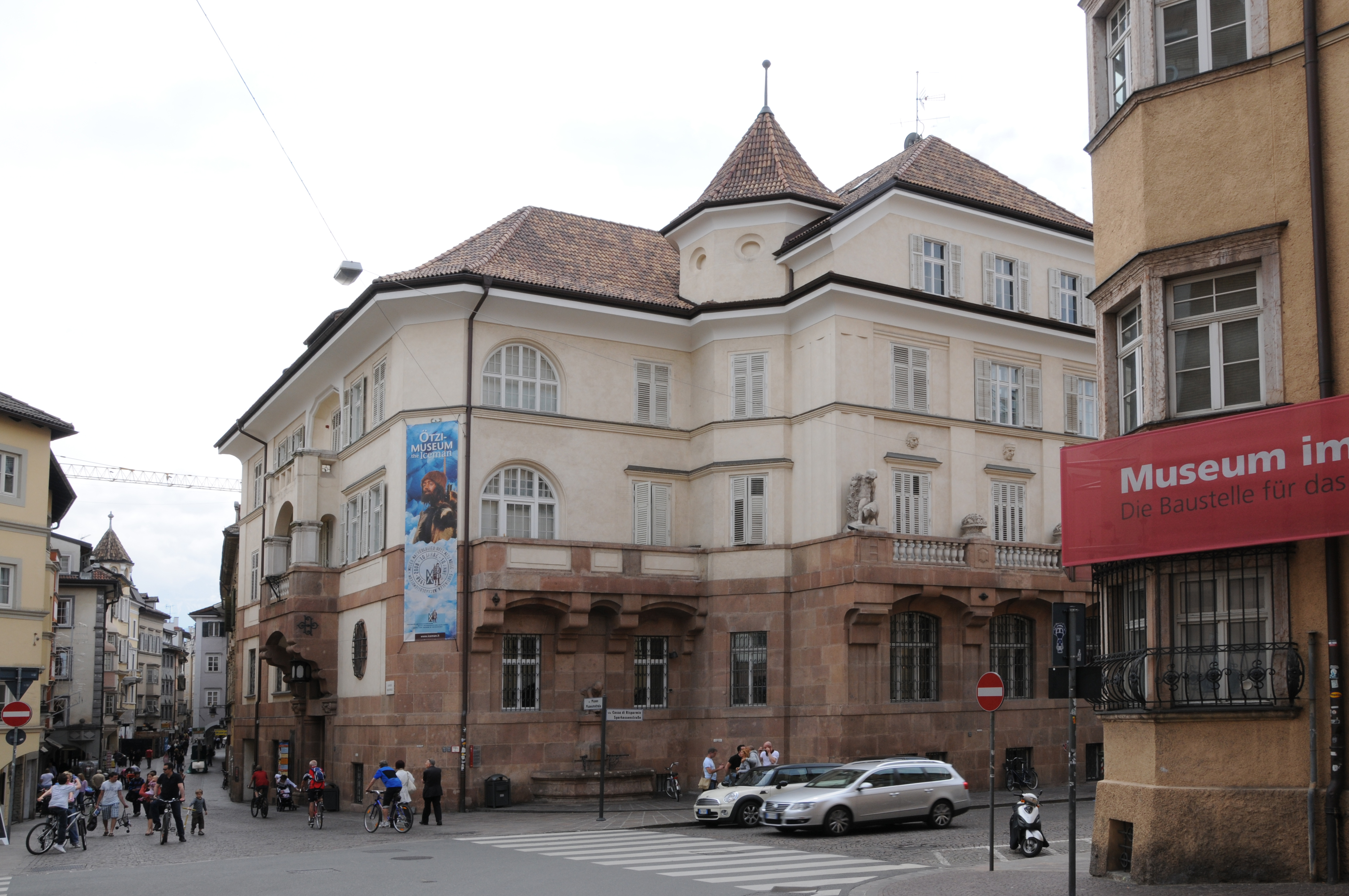
Dél-Tiroli Archeológiai Múzeum
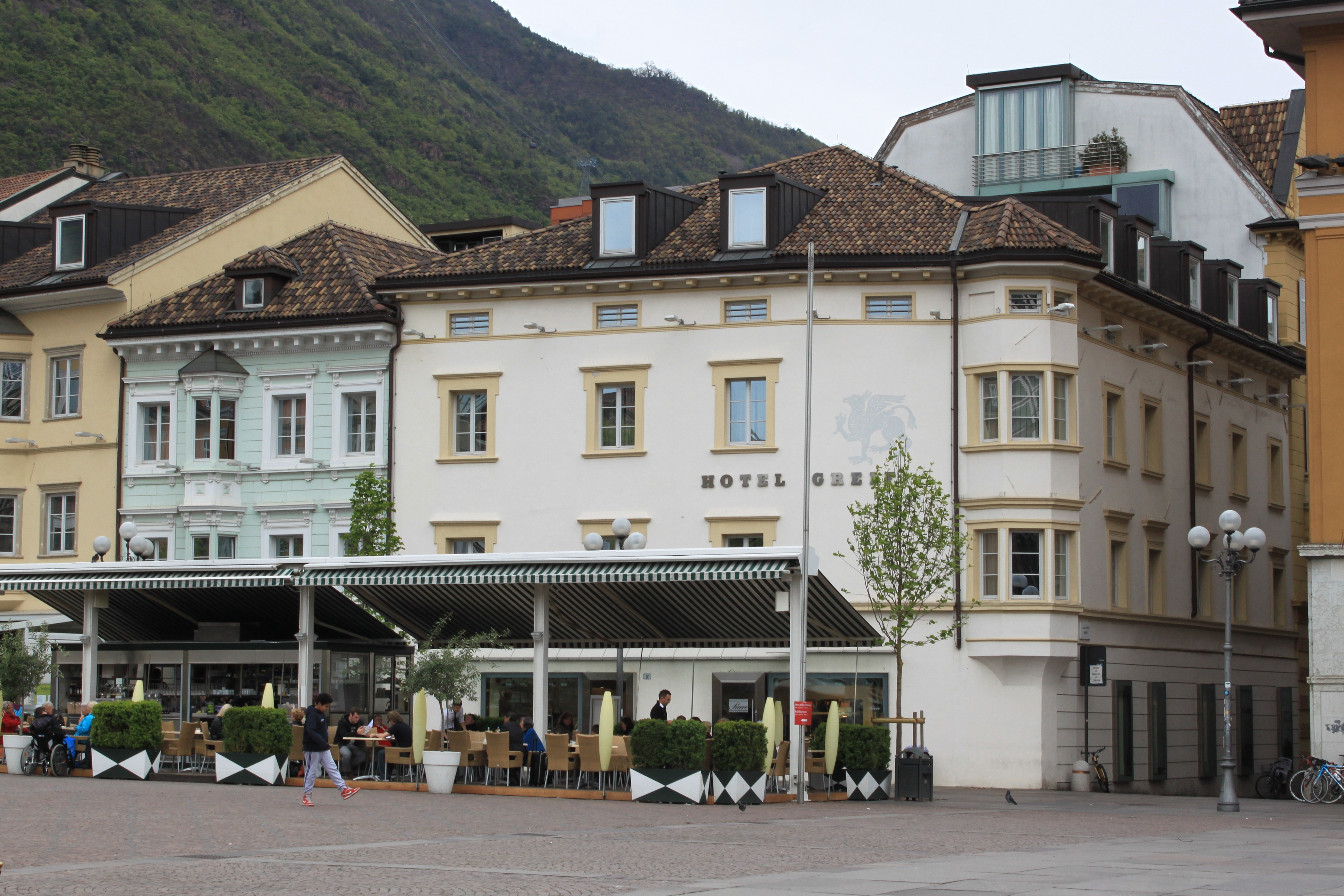
Greif Hotel

## Testvérvárosai
- Sopron, Magyarország (1990 júniusa óta)
- Budapest XXII. kerülete, Magyarország (2018 óta)